# Льовичкін Климент Данилович
Климент Данилович Льовичкін (нар. 1907 — пом. 1984) — радянський дипломат; надзвичайний і повноважний посол.

## Біографія
Народився у 1907 році. Член ВКП(б). 1932 року закінчив Ленінградський технологічний інститут. Закінчив Вищу дипломатичну школу Народного комісаріату закордонних справ. З 1936 року працівник Народного комісаріату/Міністерства закордонних справ СРСР:
- у 1945—1947 роках — заступник політичного радника Союзної контрольної комісії у Болгарії;
- у 1947—1949 роках — радник Посольства СРСР у Болгарії;
- з 1949 року по березень 1952 року — заступник завідувача Балканського відділу МЗС СРСР;
- з 16 березня 1952 року по 7 грудня 1955 року — надзвичайний та повноважний посланник-посол СРСР в Албанії;
- з грудня 1955 року по 1957 рік — заступник завідувача V Європейського відділу МЗС СРСР;
- у 1958 році, до грудня — заступник постійного представника СРСР при Організації Об'єднаних Націй та в Раді Безпеки Організації Об'єднаних Націй;
- з 7 грудня 1958 року по 18 лютого 1966 року — надзвичайний та повноважний посол СРСР у Данії;
- з 31 травня 1968 року по 1 березня 1973 року — надзвичайний та повноважний посол СРСР у Греції

Брав участь у роботі низки міжнародних нарад і конференцій.
Помер у 1984 році.

## Нагороди
- Орден Червоної Зірки (5 листопада 1945)[2];
- Медаль «За перемогу над Німеччиною» (1 листопада 1945)[3].